# Лодзянівка

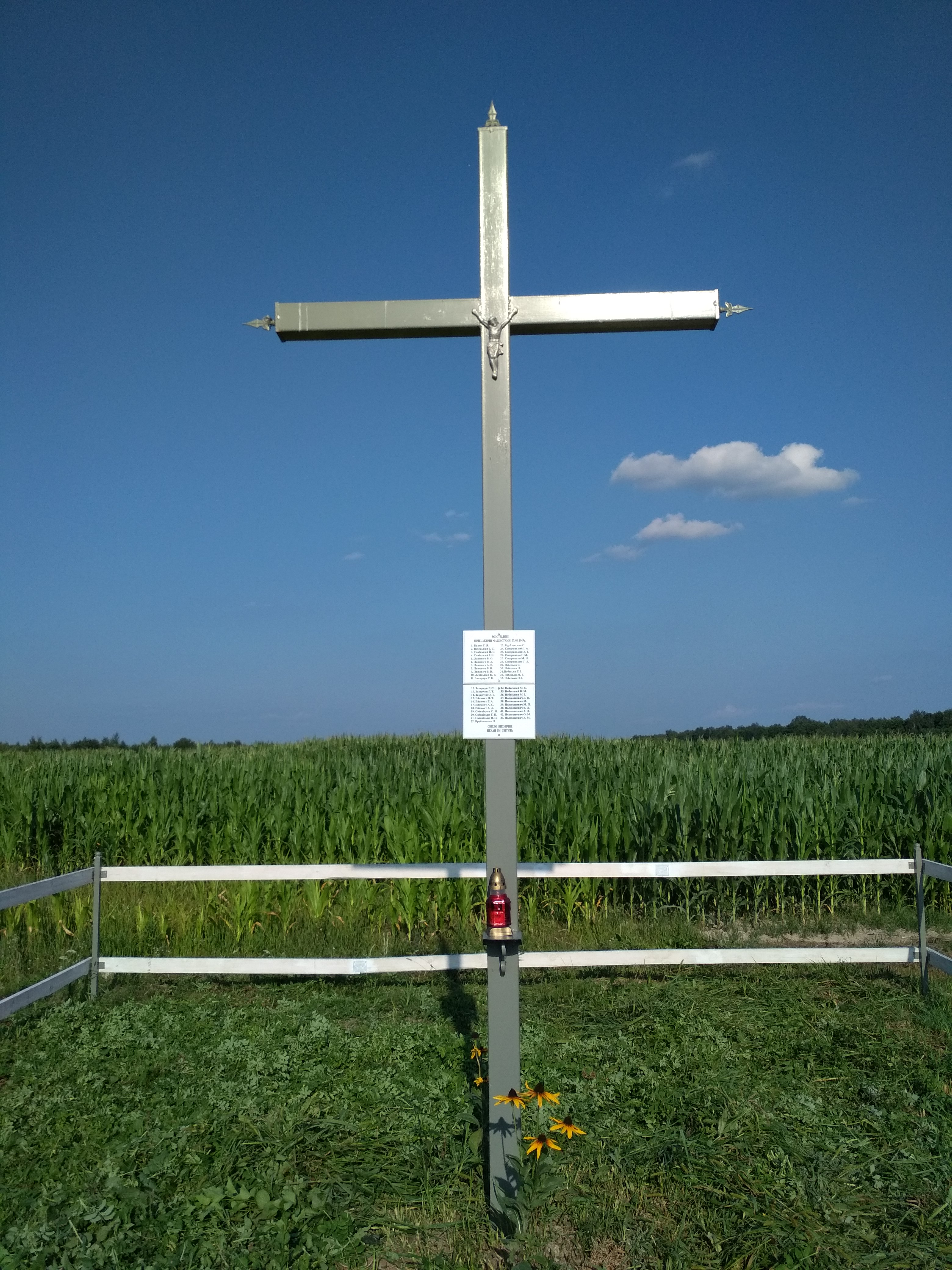

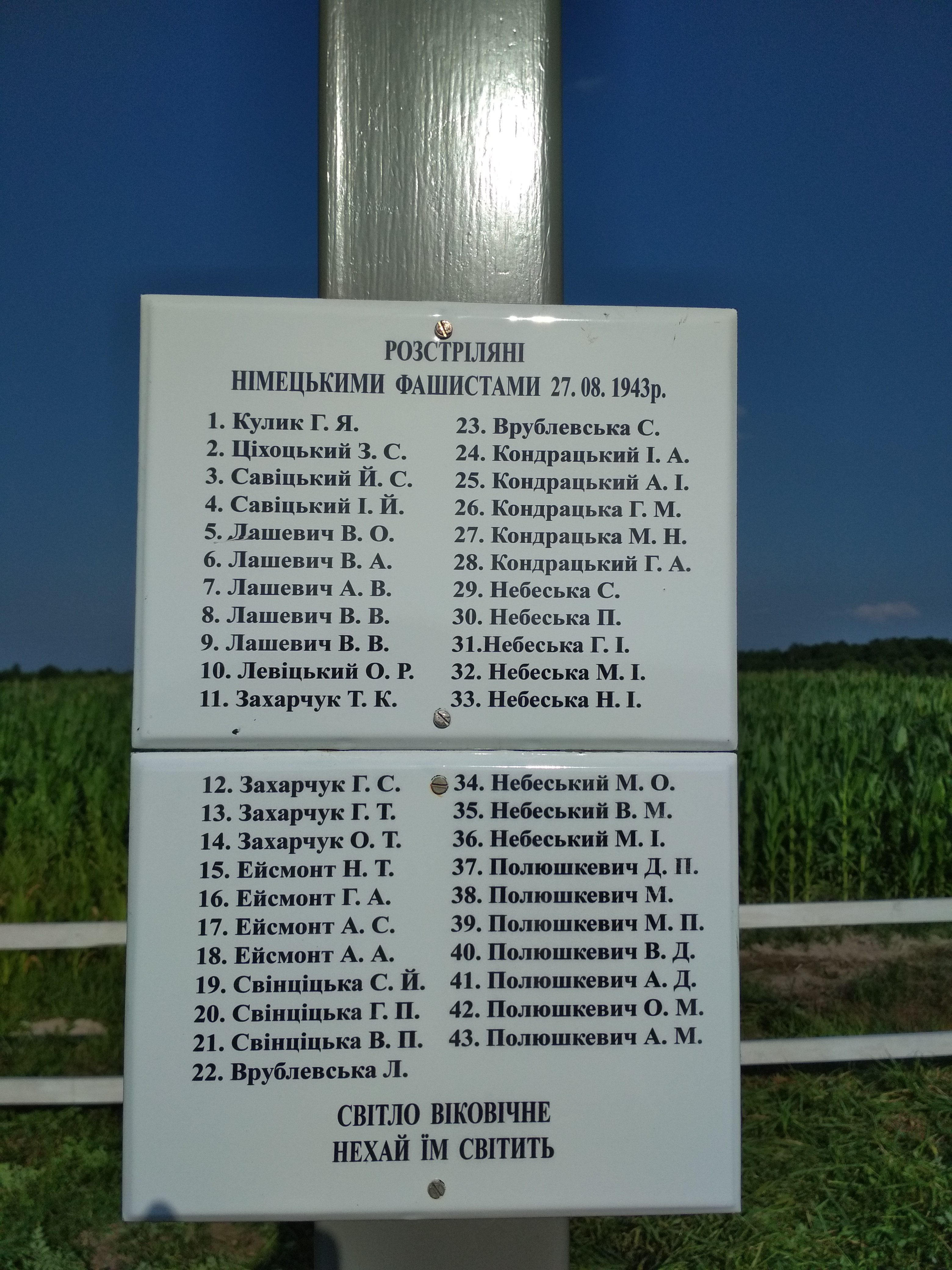

Лодзяні́вка — село в Україні, у Понінківській селищній територіальній громаді Шепетівського району Хмельницької області. Населення становить 182 осіб.

## Географія
У селі бере початок річка Тернівка.

## Історія
У 1906 році село Полонської волості Новоград-Волинського повіту Волинської губернії. Відстань від повітового міста 40 верст, від волості 16. Дворів 78, мешканців 481.
Село постраждало в часі Голодомору 1932—1933 років, за різними даними, померло до 20 осіб.
Під час німецько-нацистської окупації у 1943 році двоє місцевих чоловіків, що переховувались, вбили у селі Лодзянівка німця, який керував селом. За вбивство СС з міста Шепетівки відібрало з місцевих жителів 43 особи, яких 27 серпня 1943 року розстріляли біля польової дороги Лодзянівка-Понінка:

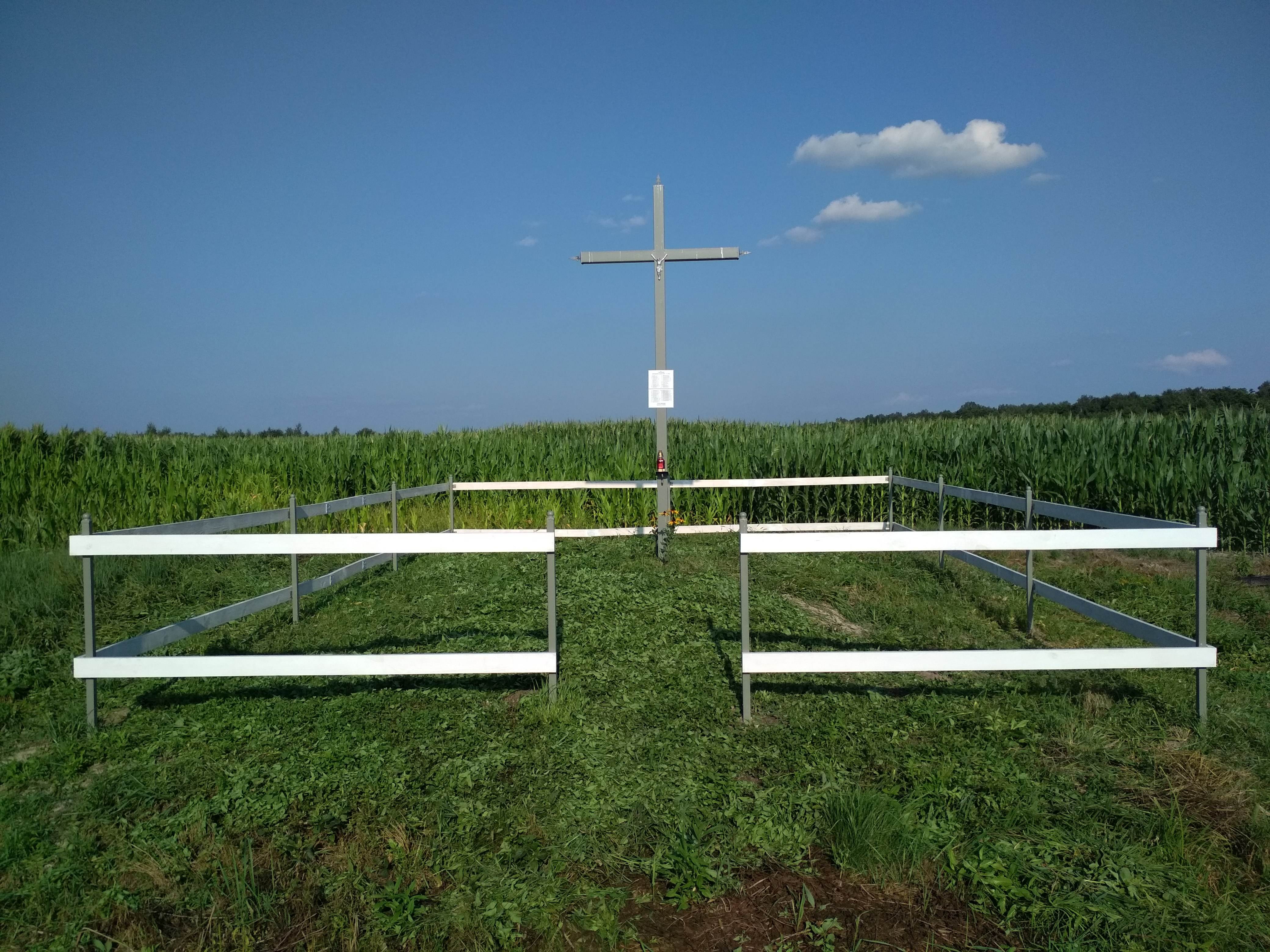